# Kelly Marie Tran
Tràn Loan (San Diego, 17 januari 1989), beter bekend als Kelly Marie Tran is een Amerikaanse actrice. Ze kreeg vooral naamsbekendheid door haar rollen als: Rose Tico in Star Wars: Episode VIII - The Last Jedi uit 2017 en Star Wars: Episode IX - The Rise of Skywalker uit 2019. Ook sprak ze de stem in van Raya voor de animatiefilm Raya and the Last Dragon uit 2021 en de korte film Once Upon a Studio uit 2023.